# Dicranota (Ludicia) subreticularis
Dicranota (Ludicia) subreticularis is een tweevleugelige uit de familie Pediciidae. De soort komt voor in het Oriëntaals gebied.